# Щириця кривава
Щириця кривава, щириця волотиста, щириця закривавлена, щириця садова(Amaranthus cruentus) — вид квіткових рослин з родини щирицевих (Amaranthaceae). Ареал: Сальвадор, Гватемала, Гондурас, Мексика, Нікарагуа.

## Біоморфологічний опис
Рослини майже голі або дистально злегка запушені, особливо в молодому віці. Стебла прямі, зелені або червонувато-пурпурові, розгалужені дистально, переважно в суцвітті, до майже простих, 0,4–2 метри. Листя: черешок від 1/2 довжини до ± довжини пластини; пластина ромбічно-яйцювата або яйцеподібна до широколанцетної, 3–15(20) × 1,5–10(15) см, іноді більша у сильних рослин, від основи клиноподібної до ширококлиноподібної, краї цілі, плоскі, верхівка гостра або майже тупа або злегка вирізана. Суцвіття кінцеві та пазушні, прямі, відігнуті або пониклі, зазвичай темно-червоні, пурпурові або темно-буряково-червоні, рідше майже зелені або зеленувато-червоні, безлисті, принаймні дистально, великі та міцні. Приквітки вузьколопатчасті, 2–3 мм, дорівнюють листочкам оцвітини або трохи довші, на верхівці короткоошипчасті. Маточкові квітки: листків оцвітини 5, від довгастих до ланцетних, рівні чи майже так, 1.5–3 мм, верхівка загострена. Тичинкові квітки на верхівках суцвіть; листків оцвітини 5; тичинки (4)5. Плоди обернено-яйцюваті до подовжено-обернено-яйцюватих, 2–2,5 мм, дистально гладкі або злегка морщинисті. Насіння зазвичай біле або кольору слонової кістки, з червонуватим або жовтуватим відтінком, іноді від темно-коричневого до темно-червонувато-коричневого кольору, від широко-лінзоподібних до еліптично-лінзоподібних, 1,2–1,6 мм в діаметрі.

## Використання
Цей вид використовувався як джерело їжі в Північній і Центральній Америці ще в 4000 році до нашої ери. Насіння вживають у їжу як зерно. Зерна перемелюють у борошно, подрібнюють як попкорн, готують кашу або роблять кондитерський виріб під назвою alegría. Листя можна варити. Це важлива культура для натуральних фермерів в Африці. A. cruentus культивується як декоративна рослина. Зазвичай його вирощують з насіння як напівстійкий однорічник, який висівають під скло ранньою весною і висаджують влітку. Було створено численні сорти.